# Gotthard Hofstädter
Gotthard Hofstädter (* 11. März 1826 in Bad Hall; † 29. Juli 1864 in Kremsmünster) war ein österreichischer Benediktiner und Naturforscher.

## Leben und Werk
Josef Hofstädter trat 1844 in das Stift Kremsmünster ein und wurde 1849 zum Priester geweiht. Er studierte an der Universität Wien. Nach seinem Studium unterrichtete er naturwissenschaftliche Fächer am Stiftsgymnasium. 
Hofstädter untersuchte unter anderem die Paraffinoxidation mittels Salpetersäure, wobei er Bernsteinsäure als Hauptprodukt erhielt. Daneben veröffentlichte er Studien zu zoologischen und botanischen Themen.